# La Almarcha
La Almarcha es un municipio y localidad española de la provincia de Cuenca, en la comunidad autónoma de Castilla-La Mancha. Se encuentra en la comarca de La Mancha Alta, una zona de transición entre la serranía conquense y La Mancha. El término municipal, que abarca 64 km², cuenta con una población de 423 habitantes (INE 2024).

## Toponimia
El origen etimológico del nombre Almarcha proviene del árabe “al-marğ”, que significa “el prado”, y también “población situada en vega o tierra baja”, que es como lo interpreta el Diccionario de la Real Academia Española al mutilar el texto del Tesoro de la lengua castellana de Covarrubias (1610).

## Geografía
El municipio se ubica en la provincia de Cuenca, perteneciente a la comunidad autónoma de Castilla-La Mancha, en España. Se encuentra a 60 km de la capital provincial. Su término municipal limita con los de Castillo de Garcimuñoz, Olivares de Júcar, La Hinojosa, Villalgordo del Marquesado y Villar de la Encina. Está atravesado por la Autovía del Este (entre los pK 151 y 155) y por la N-420.
| Noroeste: La Hinojosa             | Norte: Olivares del Júcar   | Nordeste: Olivares del Júcar y Castillo de Garcimuñoz |
| Oeste: Villalgordo del Marquesado |                             | Este: Castillo de Garcimuñoz                          |
| Suroeste: Villar de la Encina     | Sur: Castillo de Garcimuñoz | Sureste: Castillo de Garcimuñoz                       |

### Relieve e hidrología
Aunque la altitud sobre el nivel del mar de la localidad es de 875 m, Mojón Alto —que es vértice geodésico— alcanza los 1024 m sobre el nivel del mar.
El cerro de San Antón es línea divisoria entre las aguas de la cuenca del Guadiana y la del río Júcar. El río Rus, que es afluente del Guadiana, nace en el paraje "los olivares" entre los términos de Castillo de Garcimuñoz y de La Almarcha. Desde La Almarcha el río Rus recibe el nombre de río Córcoles hasta el municipio de El Cañavate, desde el cual se convierte en el río Rus hasta su paso por San Clemente, donde desemboca en el río Záncara, afluente del Guadiana. 

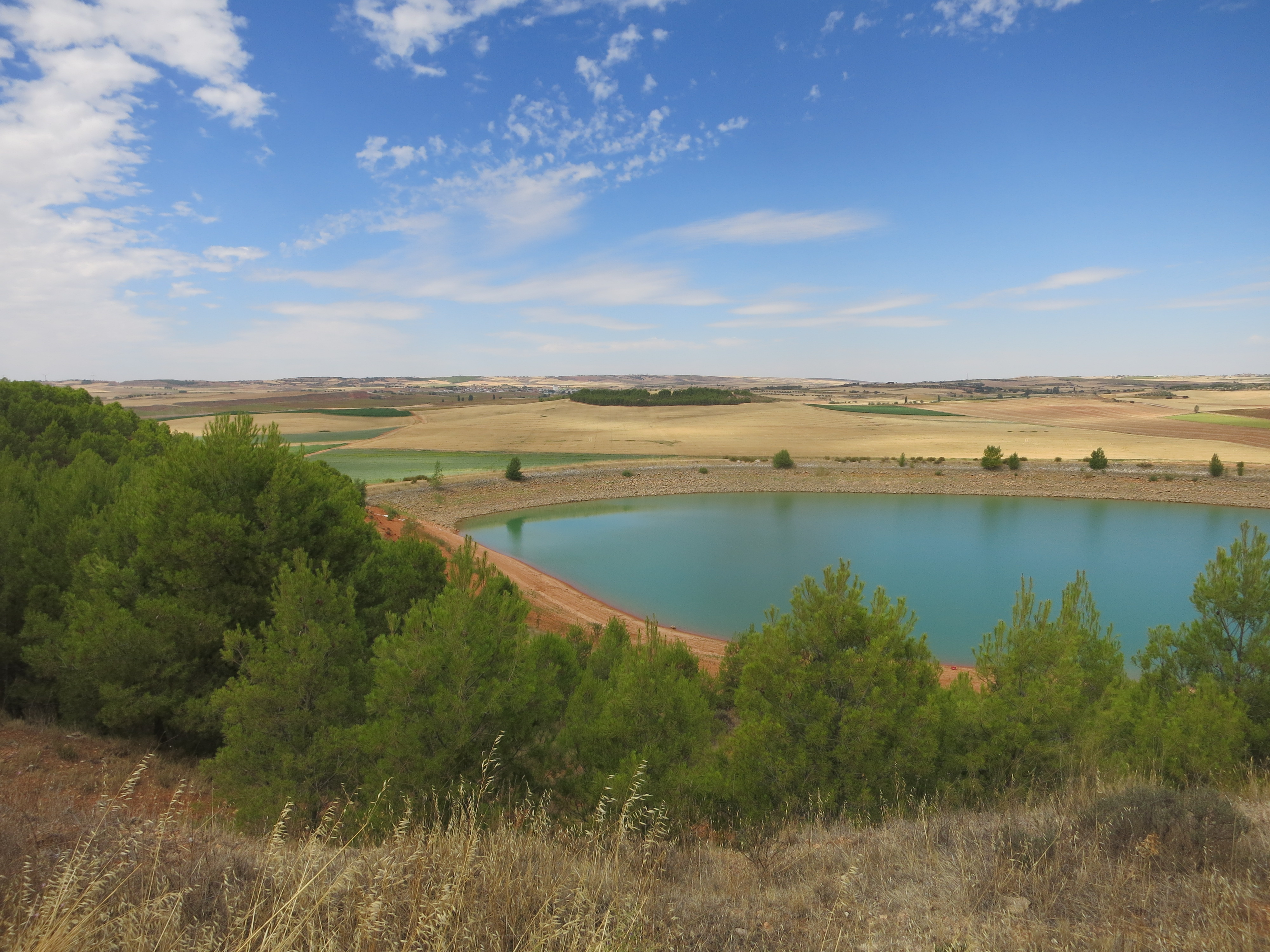
Vista del embalse del Molinillo.

Por el término municipal de La Almarcha discurren dos afluentes del Júcar. El río Cañada Negrita, que toma su nombre del paraje por el que pasa y que recibe gran parte de sus aguas en el yacimiento del "ojuelo". El otro riachuelo al que don Juan Manuel denomina «el arroyo del Almarcha», el Instituto Geográfico hoy lo denomina "Arroyo del Tejarejo" a su paso por un paraje y posteriormente "Arroyo de los Santos" a su paso por otro. Va casi siempre seco y recibe las aguas residuales de la población. Ya no desemboca en el río Júcar, tal como dicen las diversas descripciones geográficas, pues sus aguas son bombeadas hacia el "embalse de el Molinillo" tal como se aprecia en el mapa por satélite.
Al noreste del municipio se encuentra parte del embalse de Alarcón, que recoge las aguas del río Júcar.

### Clima
Su clima es mediterráneo frío, esto crea grandes oscilaciones térmicas. La temperatura media es de unos 13 °C y llega a rozar los 40 °C en verano, bajando a temperaturas bajo cero en los meses de invierno. Su pluviosidad es irregular concentrándose en los meses de otoño y primavera. Alternan ciclos lluviosos con ciclos de sequía.

### Flora y fauna
En su término existen algunos elementos de biodiversidad: monte bajo de encinas, bastante olivar y algunos parajes con pinos, chopos y almendros. En las laderas del paraje de la Muela abundan el tomillo, el romero, la aliaga, la morquera y plantas medicinales como: té de roca, cantueso o salvia.
En el término municipal se pueden encontrar especies de caza menor como perdiz, codorniz, tordo, paloma torcaz y tórtola. Existen tres cotos de caza: el Molinillo, la Muela y el coto local. Las otras aves que pueblan estos campos son gorrión, abejaruco, avutarda, chorlito, sisón, calandria, agachadiza, pardillo, jilguero y alcaudón. En los parajes de La Muela y El Campazo también pueden avistarse a veces águilas, gavilanes y otros tipos de aves, como la lechuza, el mochuelo o la abubilla. En el verano aparecen vencejos y golondrinas. Mención especial cabe hacer para el cernícalo primilla (Falco naumanni), está catalogado por el Servicio de Agricultura y Medioambiente que cuarenta parejas del mismo anidan en lo alto del antiguo silo del Servicio Nacional de Productos Agrarios (SENPA).
En el verano es frecuente encontrar jabalíes en la finca del Molinillo. Otros mamíferos que hay en este término municipal son: la liebre, el zorro, el corzo, roedores, También hay algunas culebras, que no son peligrosas, y algunas víboras en el monte de La Muela.

## Demografía
La Almarcha cuenta con una población de 423 habitantes (INE 2024).
| Gráfica de evolución demográfica de La Almarcha entre 1842 y 2021                                                   |
| |
| Población de derecho según los censos de población del INE Población de hecho según los censos de población del INE |

En 1950 alcanzó su cuota máxima de población, con 1491 habitantes, pero la emigración a las ciudades ha hecho que la población merme, año tras año, hasta llegar a los 426 habitantes del año 2014, según los datos oficiales del INE.

## Historia
En el término municipal de La Almarcha los pastores han hallado varias hachas neolíticas. Ello es una prueba de que estas tierras ya estuvieron habitadas en el Neolítico. Junto al término de La Hinojosa hay algunos grabados sobre roca pertenecientes al Calcolítico. 
En el paraje denominado «Los Villares», situado a 1 km del pueblo actual, hubo un poblado romano. Como es habitual en los villares, cuando se labra la tierra afloran diversos restos romanos (monedas, tuberías de plomo, pesas de telar, piedra de sillería, teja, ladrillos o trozos de vasijas de terra sigilata).[cita requerida]
El origen del pueblo es árabe tal como indica la etimología del término al-march o al-marg previamente analizada.
La cita más antigua en que aparece La Almarcha procede la crónica árabe de 1172, al-Man Bil Imãma, que describe la expedición del sultán Yusuf contra la ciudad de Huete.
La cita castellana más antigua procede de un documento citado en las Relaciones genealógicas de los marqueses de Trocical (1257) en que los caballeros de Alarcón otorgan a los caballeros de Talayuelas una dehesa de monte. Otra cita de la misma fuente se refiere al documento en que se da una sentencia arbitral entre Fernán Ruiz de Alarcón y el concejo de Castillo de Garcimuñoz en el año 1285. En el Libro de cuentas y gastos del rey de castilla Sancho IV se cita entre las aldeas en las que se recoge dinero para pagar a los caballeros que habían de acompañar en 1294 a don Juan Manuel a la tierra de Murcia y se indica que el Almarcha pagó 99 maravedís el 14 de noviembre de 1294.
Otra de las primeras citas procede del Libro de la caza de don Juan Manuel (1325), quien da esta escueta referencia: el aroyo del almarcha sale del almarcha e entra en xucar de Yuso de vcero e pasa çerca del pozo Ayrón. En este aroyo ay parada de ánades e logar para las cazar con falcones. Pero a enel malos pasos.
Tras la conquista de Alarcón por las tropas de Alfonso VIII en 1184, el lugar del Almarcha dependió de la jurisdicción de Alarcón y se repobló con castellanos viejos provenientes de Burgos y de Extremadura.
El marqués de Villena, Alfonso de Aragón, la vendió a Castillo de Garcimuñoz en 1391 por 1200 florines de oro. Durante más de tres siglos La Almarcha dependió de la jurisdicción del Castillo de Garcimuñoz, hasta que el 6 de septiembre de 1672 Mariana de Austria le concedió por Real Privilegio la exención de la jurisdicción de Castillo de Garcimuñoz y adquirió la categoría de villa independiente. Castillo de Garcimuñoz recurrió, en segunda instancia, y el 15 de febrero de 1687 el Real Privilegio se confirmó en segunda instancia.
El Castillo reclamó la distribución de términos, en un largo juicio que se prolongó hasta 1752. Como consecuencia de este largo pleito, Castillo de Garcimuñoz logró recuperar su jurisdicción sobre el monte Ardal que en la primera delimitación de términos se había concedido a La Almarcha. Ninguno de los dos pueblos quedó satisfecho con el reparto y continuaron las reclamaciones por una y otra parte. En el mapa histórico del Instituto Geográfico Nacional de España, en la división entre ambos términos, todavía pone «línea límite provisional».
Una vez que logró la categoría de villa, La Almarcha fue creciendo en importancia y población, pasando de los 84 vecinos en el año 1672 a los 106 en 1687 (fecha de confirmación del villazgo) y a 287 en 1752, logrando su cuota máxima a mediados del siglo XX, en 1950, con 1491 habitantes.
Según el Catastro de Ensenada de 1752, en este año tenía un hospital para albergue de pobres mendicantes cuyos ingresos dependían del alquiler de parte de la manzana no destinada a hospital. En dicho año existían en La Almarcha cuatro sacerdotes que vivían de las rentas de las tierras de la iglesia. Se describen en este documento todos los productos agrícolas que se cultivaban en el término de La Almarcha en aquella época: trigo, cebada, escaña, avena, centeno, guijas, garbanzos, fríjoles, cañamones, azafrán, olivar, viñas, frutas variadas, queso, miel y cera (450 colmenas).
Hacia mediados del siglo XIX, la villa tenía contabilizada una población de 1057 habitantes. Aparece descrita en el segundo volumen del Diccionario geográfico-estadístico-histórico de España y sus posesiones de Ultramar de Pascual Madoz de la siguiente manera:

ALMARCHA: v. con ayunt. en la prov. y dióc. de Cuenca (8 leg.), part. jud. de San Clemente (5), aud. terr. de Albacete (14), c. g. de Madrid (22): sit la mitad en llano y lo restante en declive al E., combatida principalmente por los vientos N. y E., de clima frio y mas propensa á tercianas, costipados y algunas pulmonias, que á otras enfermedades. Tiene 280 casas bastante cómodas, casa capitular, cárcel, escuela de primera enseñanza con 30 á 40 niños, dotada con 1,500 rs. de los fondos de propios; igl. parr. de 2.° ascenso, dedicada á Ntra. Sra. de la Asuncion, servida por un cura, un teniente y un sacristan, una ermita de San Bartolomé, (patrono de la v.) á 1/4 leg. de dist., otra de San Anton en un cerro, y como á 500 pasos en direccion al S., varios pozos de agua potable; á 1/4 leg. al E. una laguna de poco mas de 300 pasos de circunferencia, cuya agua, que no cria pesca, es muy salobre: es esta laguna de gran nombradia, ya por la particularidad de contener siempre una misma cantidad de agua, ya por no haberse descubierto su fondo, y lleva de inmemorial el conocido nombre de Pozo airon. Confina el térm. por N. con Hinojosa y Olivares á 1/2 leg., por E. con el Castillo de Garcimuñoz igual dist., por S. con Olivares y el Castillo á 3/4, y por O. con Villancina y Villargordo: el terreno, de muy buena clase para siembra y pastos, se halla roturado en 3/4 partes y tiene algun monle sin poblar hacia el N. y O.: nace en este térm. el riach. llamado de la Vega que corre al E. á desaguar en el Júcar; y lo atraviesa otro titulado Canada Negrete, que tiene su origen en térm. de Hinojosa y fenece como el anterior: ambos riach. que corren de N. á E. se reúnen á 1/2 leg. de la v., y se pasan por un puente de piedra cada uno. Los caminos son de herradura en mal estado; dirigiéndose uno de ellos de Madrid á Valencia; la correspondencia se recibe de Olivares por medio de balijero, los lunes, jueves y sábados, y se contesta los domingos, miércoles y viérnes: prod.: trigo, cebada, centeno, aceite, vino, azafran, ganado lanar de lo mas superior, y caza de perdices y liebres: pobl.: 266 vec., 1.057 hab. dedicacados á la agricultura; hay un molino harinero de dos piedras, movidas por los r. espresados: cap. prod.: 3.183,340 rs.: imp.: 159,157 rs. Del árabe Almarch, que se interprela la pradera, ó el prado, donde suelen pacer los ganados, y de su situacion debió tomar su nombre esta v.
(Madoz, 1845, pp. 73-74)

## Administración y política
| Periodo   | Nombre                           | Partido |
| --------- | -------------------------------- | ------- |
| 1979-1983 | Augusto Mena Tierno              | UCD     |
| 1983-1987 | Rafael Granero Sánchez           | AP      |
| 1987-1991 | Amadeo Granero García            | CDS     |
| 1991-1995 | Juan José Toboso García          | PSOE    |
| 1995-1999 | Juan José Toboso García          | PSOE    |
| 1999-2003 | Francisco Javier Guijarro Romero | CDS     |
| 2003-2007 | Francisco Javier Guijarro Romero | PSOE    |
| 2007-2011 | Francisco Javier Guijarro Romero | PSOE    |
| 2011-2015 | Cecilio Martínez Martínez        | PP      |
| 2015-2019 | Cecilio Martínez Martínez        | PP      |
| 2019-2023 | María de Dios de Dios            | PSOE    |
| 2023-act. | María del Mar Tierno Sáiz        | PP      |

Entre los alcaldes anteriores a la época democrática se encuentran:
- Cirilo Ruiz (1861)
- Vicente Moya Mena (1867)
- Guillermo Torres Madero 1868, padre de José Torres Mena y abuelo de Guillermo Torres Muñoz.
- Ricardo Martínez Piqueras 1930-1932, que fue fusilado por milicianos republicanos el 4 de agosto de 1936.
- Estanislao Mena Rentero (1936-1938)
- Ermenegildo Mena Sánchez (1938-1939)
- Pedro María Sánchez García (1939-1939)
- Fernando García Mena (1939-1939)
- Félix Rentero Ruiz (1939-1959)
- Pedro Pinedo Pinedo (1959-1969)
- Leonardo Seligrat Martínez (1969-1979)

En los legajos sobre el largo pleito de villazgo contra el Castillo de Garcimuñoz, que se conservan en el Archivo Histórico Nacional se encuentra una lista de veintidós alcaldes por el estado noble y otros tantos por el estado de ciudadanos. La lista es la siguiente:
| - 1636 Bernardo Ramírez de Benita y Francisco Díaz - 1650 Pedro del Ávila y Diego Díaz - 1658 Pedro de Cuevas y Pedro Ramón - 1660 Miguel Molinero el mayor y Francisco Granero - 1662 Alfonso Miguel Talavera y Alfonso Granero - 1663 Alonso Olmedilla y Cristóbal Saiz - 1664 Alonso del Ávila el menor y Don Víctor de Moya - 1665 Francisco Olmedilla y Alonso Granero - 1666 Joseph de Moya y Pedro Escribano - 1667 Diego de Moya y Julián Escudero - 1671 Pedro Cuevas y Pedro Ramón - 1672 Diego de Sotomayor y Pedro Collado | - 1673 Antonio de Moya y Juan Collado - 1674 Francisco Olmedilla y Alonso Granero - 1676 Joseph de Moya y Pedro Escribano - 1684 Bermejo Molinero y Thomás Escribano - 1687 Antonio de Moya y Pedro Escribano - 1688 Joseph de Moya y Juan Bermejo - 1722 Juan Agustín de Moya y Alonso Olmedilla - 1723 Víctor de Moya Castilblanque y Miguel Garrido Belinchón - 1732 Diego Dionisio de Mena y Juan Cabañero - 1750 Víctor Joseph de Moya Castilblanque y Antonio Olmedilla - 1751 Sebastián Olmedilla yJoseph Alexo Garrido - 1752 Juan Ruiz Astrana y Joseph Garrido Olmedilla |

## Economía
Sus principales fuentes de recursos proceden de la agricultura (trigo, cebada, olivar y girasol). A estas fuentes tradicionales hay que añadir el factor servicios.

## Comunicaciones
Ya desde el siglo XV estuvo bien comunicada, por Cañada Negrita pasaba el camino real que iba de Madrid a Valencia.
En la actualidad La Almarcha es un cruce de carreteras: por ella pasan la autovía del Este (A3) y la N-420 Córdoba-Tarragona que, con sus 803 km, es una de las más largas de España y sigue el itinerario de una antigua calzada romana. En las inmediaciones de este cruce se ha construido un polígono industrial y un área de servicio con restaurantes, talleres mecánicos y un establecimiento Michelín. La localidad se encuentra a 154 km de Madrid, 193 km de Valencia y a 64 km de la capital provincial, Cuenca.
Además de por taxi, La Almarcha está comunicada mediante servicio de autobuses con ciudades como Cuenca, Albacete, Madrid, Valencia o Toledo, además de La Roda, Minglanilla y Tarancón.

## Patrimonio

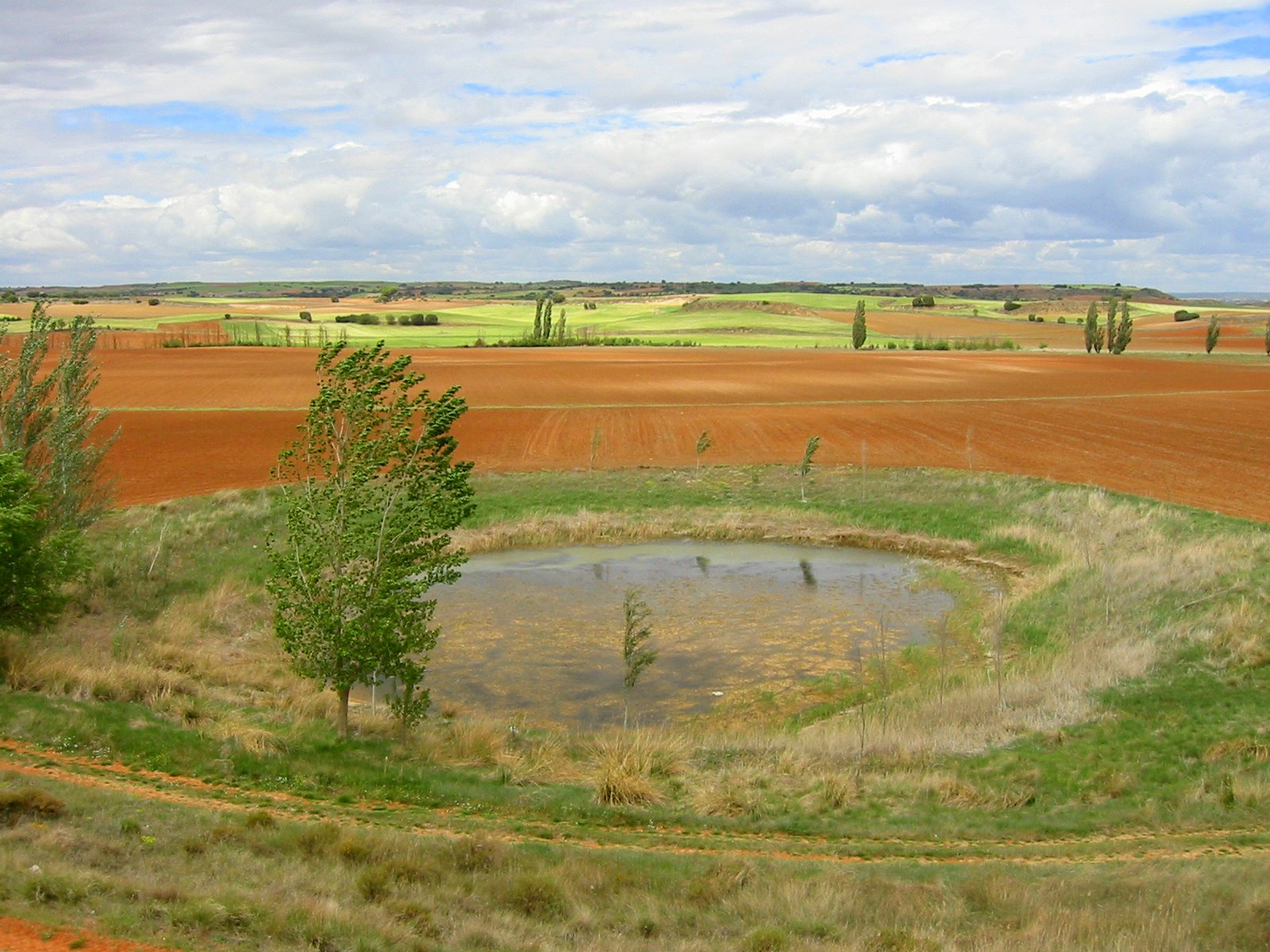
Pozo Airón

- En La Almarcha se encuentra el pozo Airón, una laguna con fama de insondable, a la que se refieren romances y leyendas. Por su peculiaridad fue visitada en su día por el emperador Carlos I (1528) y también su hijo Felipe II.[31] Al pozo Airón de La Almarcha se le atribuye la leyenda de don Bueso, que pretendió ahogar en la laguna a veinticuatro de sus concubinas,[32] cayendo él finalmente en el abismo gracias a la astucia de una de sus potenciales víctimas. El pozo Airón de La Almarcha es el más famoso de los 101 topónimos españoles que llevan el mismo nombre y era un lugar donde algunos creen que se practicaba el culto al dios prerromano Airón, un dios del inframundo relacionado con la muerte y con el origen de la vida. Es probable que en estos lugares se realizaran sacrificios humanos[33] En muchos de los lugares donde hay un pozo Airón existen leyendas de terror.

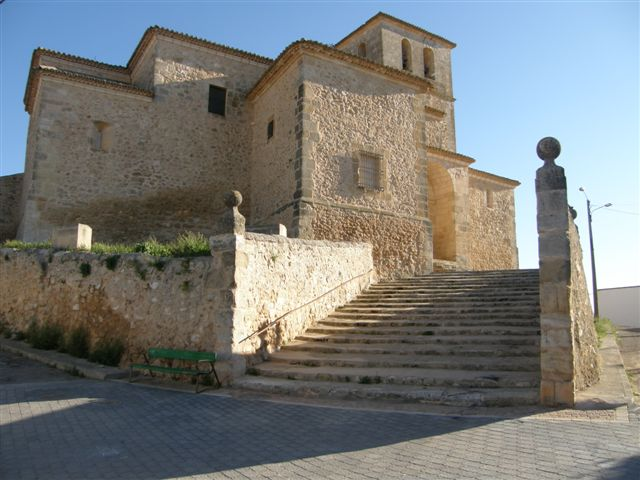
Iglesia parroquial de La Almarcha

- La iglesia parroquial de Nuestra Señora de la Asunción. Esta iglesia, de estilo renacentista, inicialmente solo tenía dos naves y una techumbre de madera, pero en la restauración del siglo XVIII se le añadió una tercera nave, se levantó su altura y se le dio un aspecto neoclásico. Actualmente tiene una planta basilical de tres naves y arcos peraltados de yeso. Comenzó a construirse el 1 de abril de 1555 y los maestros que la hicieron fueron Martín Doma y Juan de Ochoa. En la iglesia destaca su pila bautismal, una pieza policromada románica de 0,90 m de altura por 1,15 m de diámetro. También destaca la portada de la capilla del Santísimo (siglo XVIII), donde están enterrados los alcaldes Moya. Esta portada, de piedra de sillería, está coronada por el escudo de los Moya. El retablo principal se atribuye a Martín de la Aldehuela.[34] Representa la asunción de María a los cielos. En la parte superior figura la Santísima Trinidad, padre e hijo sostienen una corona para ponérsela a María. En las hornacinas originales estaban las estatuas de madera de san Pedro y san Pablo,[35] actualmente están corazón de Jesús y corazón de María. En la parte de abajo se representa la Jerusalén celestial. Distribuidos por todo el retablo querubines en diversas posturas.

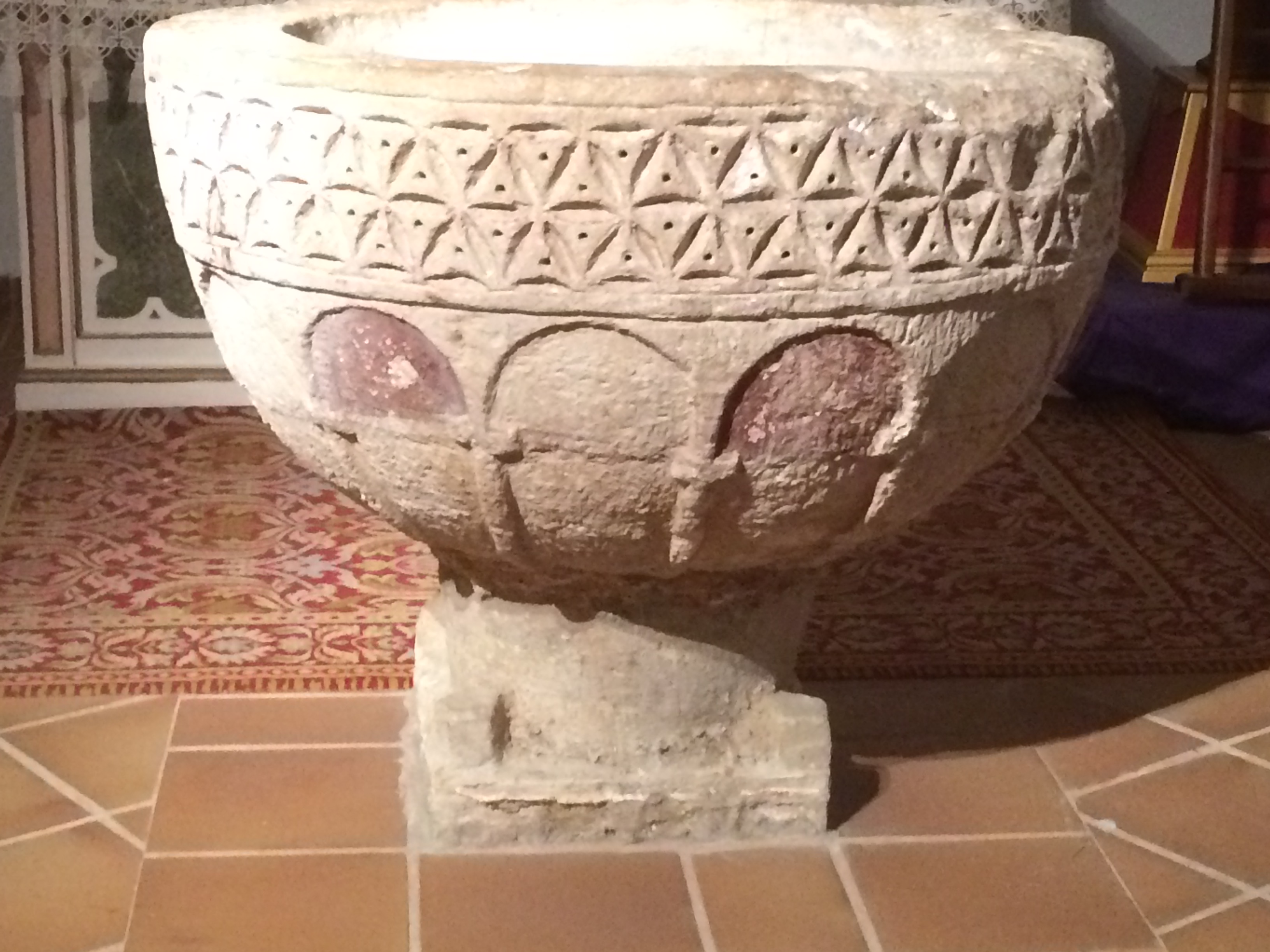
Pila de bautismo. Románico tardío,

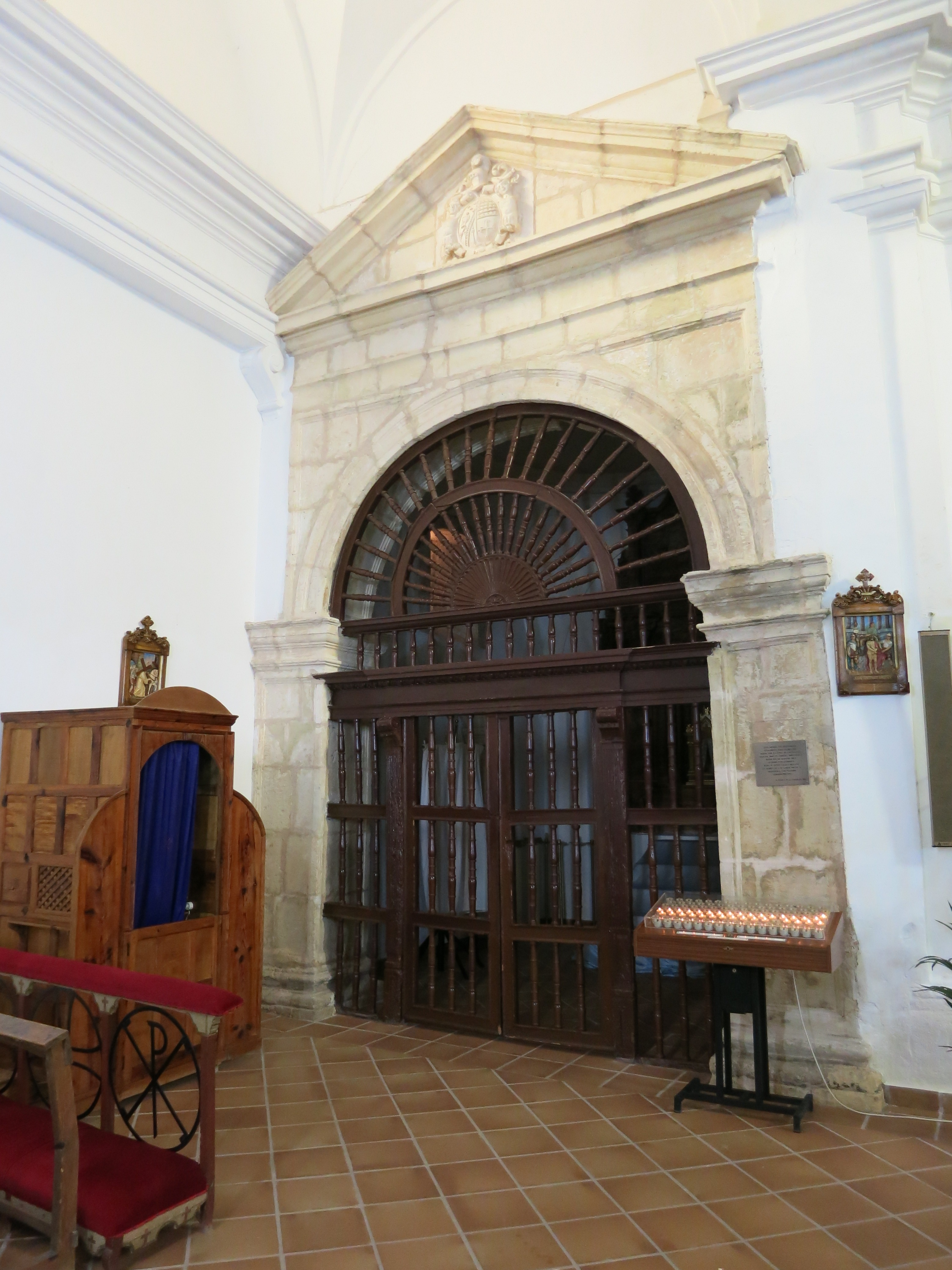
Capilla de los Moya

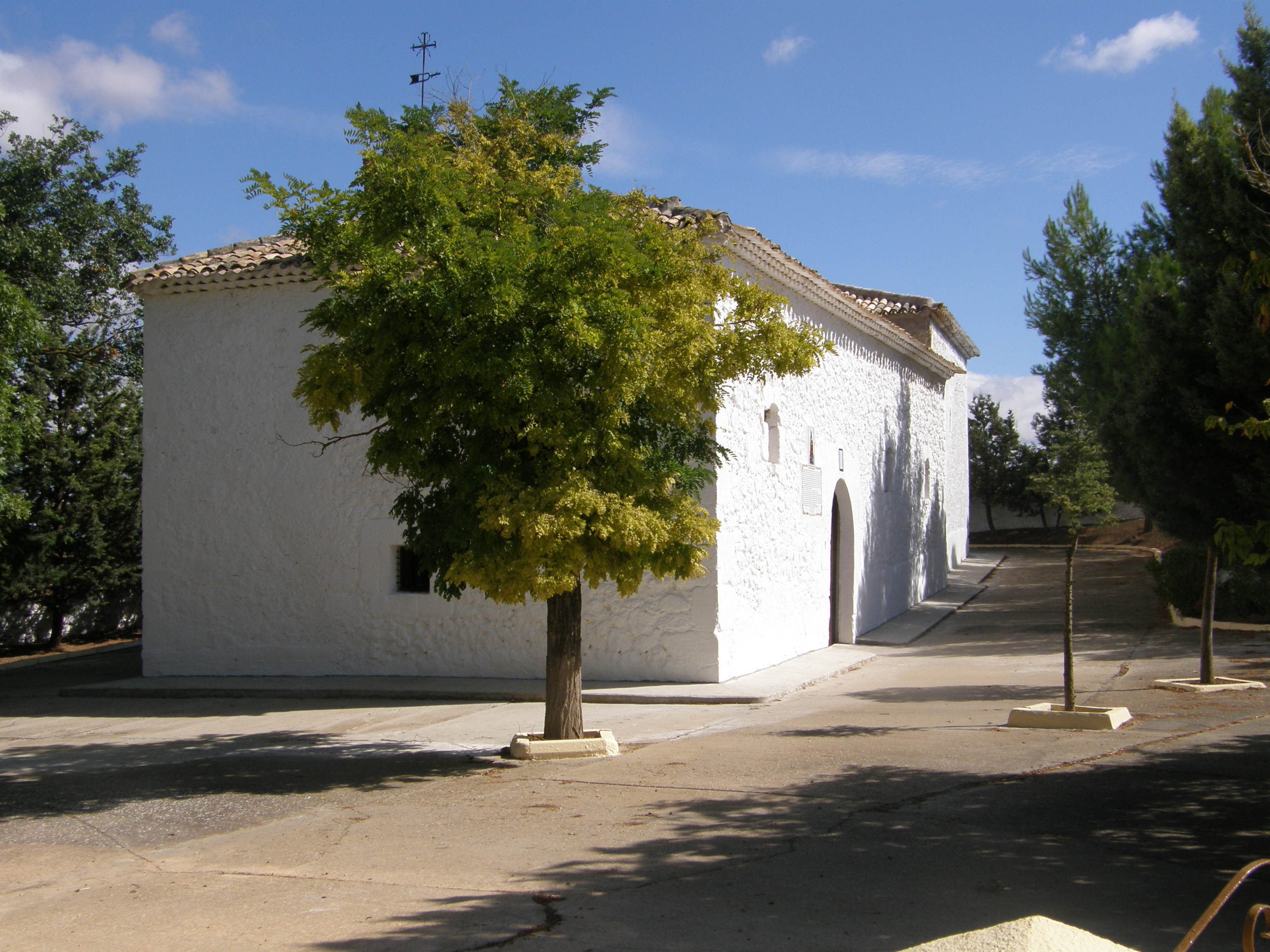
Ermita de San Bartolomé

- La ermita de San Bartolomé, construida a comienzos del siglo XV, con materiales elementales, razón por la que periódicamente necesita de una restauración. Se halla situada, aproximadamente, a 1 km del pueblo en el camino que va de La Almarcha a la finca del Molinillo y a la laguna del pozo Airón. Bajo su pavimento yacen 35 almarcheños, enterrados allí entre el 2 de agosto de 1834 y el 7 de abril de 1835, al prohibir el gobierno enterrar en las iglesias a causa del cólera morbo asiático.[36]

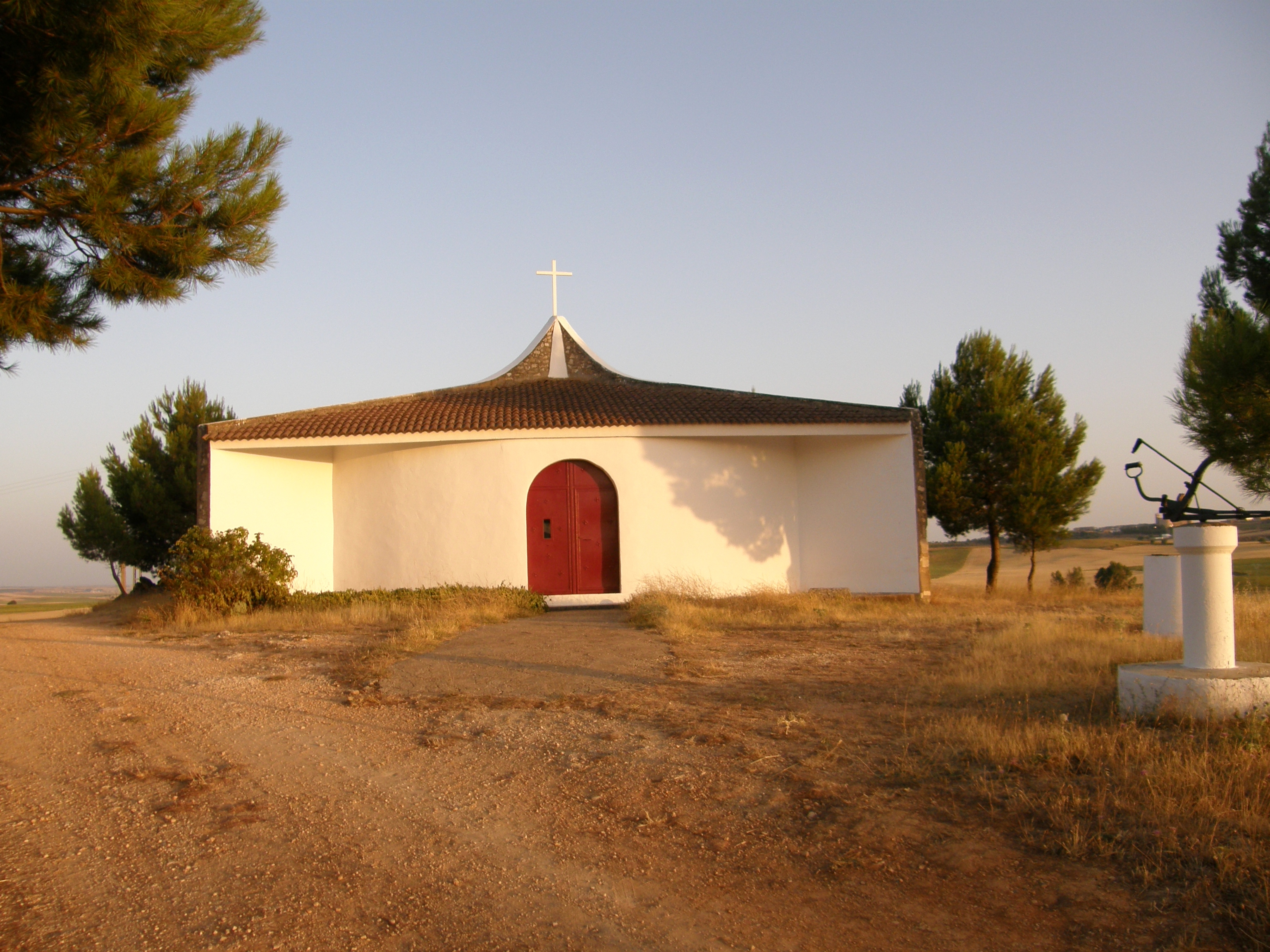
Ermita de San de Antón y San Isidro

- En el solar de las ruinas de la antigua ermita de San Antón, en 1981, el cura párroco Zenón Salas Chicano mandó construir la ermita de San Antón y de San Isidro Labrador. Es de estilo vanguardista y se basa en los planos del arquitecto Fernando Parrilla Villafruela. Desde la iglesia a la ermita hay un paseo, siguiendo un vía crucis campestre construido con antiguos rodillos de darle a la era de pan trillar.
- La ermita de El Santillo. En la zona limítrofe del pueblo existía la ermita del Santillo. A causa de la desamortización, la ermita y los terrenos adyacentes le fueron expropiados a la iglesia yendo a parar a las posesiones del farmacéutico don Tiburcio Pérez Segura quien, según Torres Mena[37] destinó la ermita «a almacén de enseres agrícolas». Aunque en algunos mapas todavía figura la ermita de El Santillo, esta se derribó en 1945 para construir en su lugar el patio de las escuelas confrontando con la calle Real.
- La ermita de san Cristóbal. En el Libro de Visitas del obispado de Cuenca, correspondiente a 1713, se refiere que hay dos ermitas extramuros del pueblo a las cuales el visitador "halló decentes para celebrar", son las ermitas de San Bartolomé y de San Cristóbal. Según el libro 3.404 de Clero Secular Regular del Archivo Histórico Nacional de Madrid, en los extramuros del pueblo existía una ermita dedicada a san Cristóbal. La primera acta del libro de cuentas se firma el 13 de marzo de 1648. En un acta de 1768 se anotan los reales que se pagan por diversos conceptos por el cuadro del santo. En un acta del 15 de febrero de 1804 se nombra mayordomo a Miguel Salas porque el anterior había fallecido y la ermita necesitaba reparación. La última acta se firma en 1807. Otra referencia a esta ermita hay en el Libro de Defunciones n.º 7 de la parroquia de La Almarcha, donde se indica que, como consecuencia del cólera de 1834, el gobierno prohibió enterrar en las iglesias y en dicho año se enterraron tres cadáveres en la ermita de San Cristóbal. Con posterioridad, la ermita fue vendida a causa de la desamortización y a partir de entonces deja de nombrarse. Estaba ubicada en el cerro de san Antón, junto al calvario y el Valcundido.
- Hospital de mendicantes. En 1752, cuando se realizó el catastro del marqués de la Ensenada, consta que en la calle del mismo nombre hubo un hospital de pobres mendicantes, con escasas rentas.[38][39]

## Festividades
- El patrón de La Almarcha es San Bartolomé Apóstol cuya festividad se celebra el 24 de agosto. Los festejos duran desde el 23 al 27 de agosto. No se conoce con precisión la fecha en que San Bartolomé pasó a convertirse en patrón de La Almarcha ni el año en que se edificó su ermita, pues falta el libro de fábrica. Hay un testimonio  del Libro de cuentas del Hospital de Nuestra Señora de la Concepción del Castillo de Garcimuñoz por el que sabemos que en 1579 se daba la caridad a los pobres con motivo de las fiestas de San Bartolomé.[40]
- El 15 de mayo se celebra la festividad de San Isidro Labrador, patrón de los labradores. Se celebran comidas campestres, bailes y otros festejos.

## El apellido Almarcha
Como todos los apellidos relativos a pueblos y ciudades (Castillo, Hinojosa, Parrilla, Valverde, Belmonte, Cuenca o Madrid) su origen proviene de aquellas personas oriundas de dicho lugar y que durante la Edad Media emigraron a otra localidad donde se instalaron. En el siglo XIV, en tiempos del infante Don Juan Manuel, ya aparecen personas con el apellido Almarcha, nacidas en "El Almarcha", al igual que ocurrió con emigrantes de otros pueblos como Belmonte, Alarcón, Buenache, etc., y que Don Juan Manuel utilizó para repoblar territorios como Almansa, Villena y Chinchilla.
Con el paso del tiempo, el apellido se fue extendiendo geográficamente y hoy se encuentra en todo el territorio español, con una cifra aproximada de 1404 personas que llevan Almarcha como primer apellido y 1457 como segundo (datos de abril de 2020). La provincia donde más predomina es Alicante con 378 y 403 como primer y segundo apellido respectivamente.
El día 24 de agosto de 2012 se celebró en La Almarcha el primer encuentro de personas con el apellido Almarcha.

## Heráldica

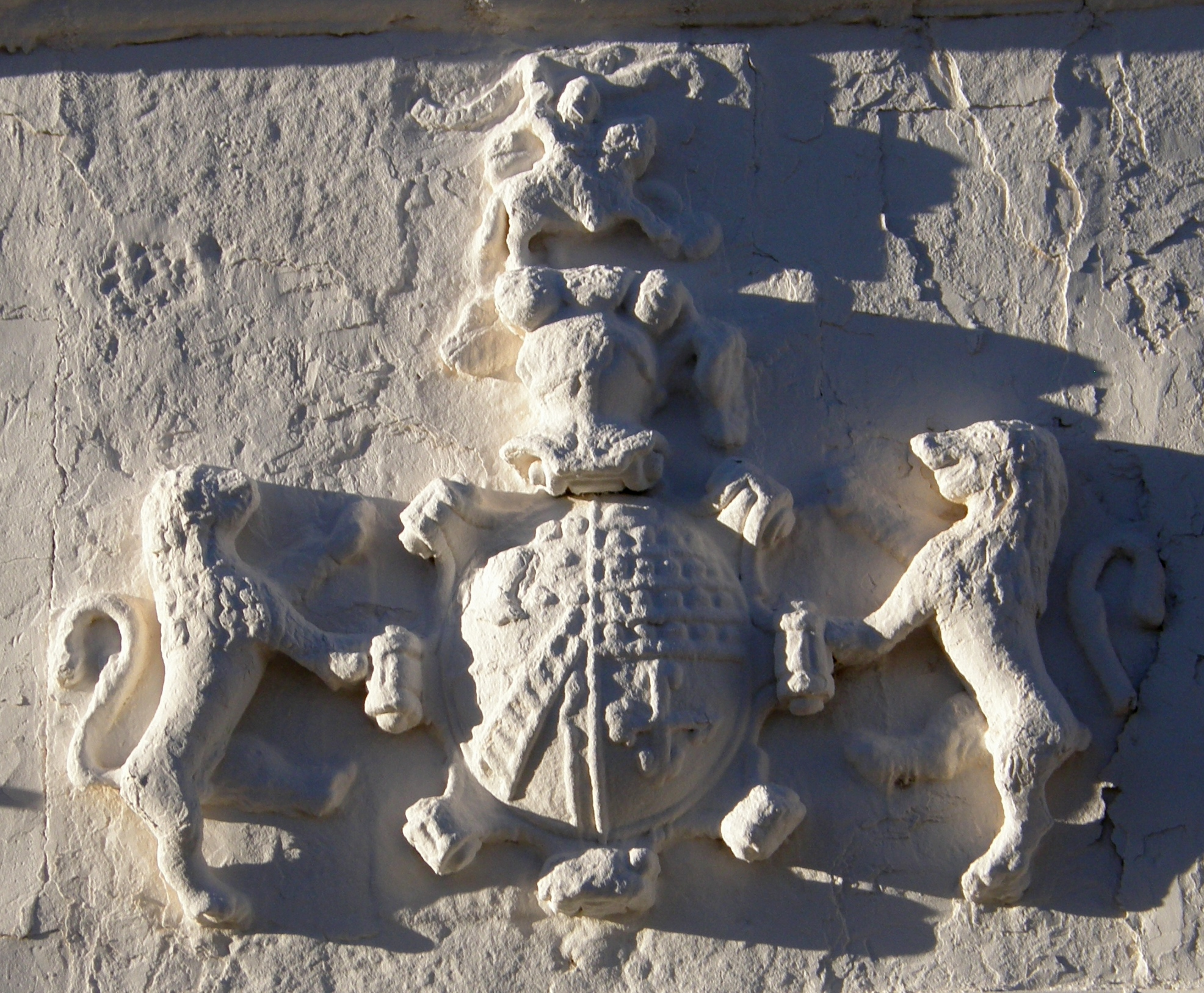
Escudo de los Moya en La Almarcha

La única familia de origen noble que ha habitado en el pueblo ha sido la familia de los Moya. En los inicios del siglo XVII, Simón de Moya, natural de Villanueva de los Escuderos se casó con la almarcheña María de Lara Herráiz (30-11-1623); cinco años después Diego de Moya se casó con la almarcheña Elvira Dávila Molinero (1-3-1618), por lo que establecieron dos mayorazgos en La Almarcha. Desde entonces los descendientes de ambas familias fueron alcaldes de La Almarcha por la clase noble.
Existen tres escudos de los Moya. Uno es el que hay en la calle Real en la casa solariega, otro en la iglesia en la capilla de los Moya y el otro está desmontado.
El escudo de los Moya de La Almarcha es similar al de los Moya de otros pueblos: tiene a la izquierda un campo de veros y a la derecha una escala, que le concedió el rey a Álvaro de Mariño por destacarse en el asalto a la fortaleza de Moya. Los otros elementos: cruz flordelisada, yelmo y clavos son específicos del escudo de los Moya de La Almarcha.